# Sleigh Ride
Sleigh Ride – conosciuta anche come Promenade en traîneau (francese), Schlittenfahrt (tedesco), Jingling Tingling o Slädfärd på två (svedese), Rekiretki (finlandese), Slee rit (olandese) – è una celebre canzone natalizia statunitense composta nel 1948 da Leroy Anderson (1908 – 1975) come pezzo strumentale,  al quale fu aggiunto nel 1950 il testo da Mitchell Parish (1900 – 1993).

Si tratta – secondo l’American Society of Composers, Authors and Publishers (ASCAP) – di una delle canzoni che vengono maggiormente eseguite durante il periodo natalizio  tra quelle composte da autori membri della stessa ASCAP.
La prima incisione – nella versione strumentale – fu nel 1949 ad opera di Arthur Fiedler e della Boston Pops Orchestra, e lo stesso autore, Leroy Anderson, incise il brano nel 1950   Nella versione cantata, il brano fu invece inciso per la prima volta nel 1950 dalle Andrews Sisters. Diverse traduzioni approvate delle parole inglesi furono scritte: francese (1 versione), svedese (2 versione), finlandese (2 versione), italiano (1 versione)

## Storia
Ad ispirare Leroy Anderson non fu una circostanza legata alla stagione natalizia od invernale, bensì un evento di segno diametralmente opposto, vale a dire l'ondata di gran caldo che si verificò nel luglio del 1946.

La composizione durò circa un anno e sette mesi, essendo terminata nel febbraio del 1948.
La prima incisione del brano (1949), ad opera di Arthur Fiedler e della Boston Pops Orchestra, fu incisa su un vinile rosso su etichetta RCA Victor Red Seal Records, mentre la versione di Leroy Anderson del 1950 fu incisa su etichetta Decca Records.

## Testo e musica
Il testo parla di un viaggio fuori porta, compiuto in slitta (sleigh ride) da due persone, mentre cade la neve e gli amici, tra il tintinnio di campanelle (nel testo: sleigh bells ringing), gridano “Yoo hoo”.

Se è dunque chiaro che il brano è ambientato in pieno inverno, non è altrettanto chiaro se lo sia espressamente nella stagione natalizia, a cui – a differenza delle versioni incise da alcuni cantanti o gruppi, come i Carpenters o gli Air Supply – non si fa diretto riferimento.

Si fa invece riferimento ad una festa di compleanno, tenuta a casa del fattore Gray.
Per quanto riguarda, infine, la melodia, essa riproduce, tra l'altro, il nitrito e il rumore degli zoccoli dei cavalli.

## Versioni discografiche
Oltre alla prime incisioni da parte di Arthur Fiedler e della Boston Pops Orchestra nel 1949 e di Leroy Anderson e delle Andrews Sisters nel 1950, il brano è stato inciso, tra gli altri, anche da
- Bing Crosby (1954)
- Spike Jones (1956)
- Johnny Mathis ( Merry Christmas , 1958)
- Ray Conniff (1959)
- Ella Fitzgerald (1960)
- The Ronettes ( A Christmas Gift for You from Phil Spector  del 1963)
- The Ventures (1965)
- Burl Ives ( Christmas by the Bay , 1977)
- The Carpenters (1978)
- Alvin and the Chipmunks (1981)
- Amy Grant ( A Christmas Album  1983)
- Air Supply (in:  The Christmas Album , 1987)
- Muppets (nella trasmissione  A Muppet Family Christmas  del 1987)
- Glen Campbell (Christmas with Glen Campbell, 1992)
- Harry Connick Jr. (1993)
- Neil Diamond (1994)
- Spice Girls (1996)
- Brian Setzer (nel film del 1996 con Arnold Schwarzenegger Una promessa è una promessa)
- Cast di Sesame Street (1998)
- Kenny G (1999)
- Garth Brooks (Garth Brooks and the Magic of Christmas, 1999; Songs from Call me Claus, 2001, dal film Chiamatemi Babbo Natale, con Whoopi Goldberg)
- I Tre Tenori (2000)
- Vanessa L. Williams (2000)
- TLC ( MTV TRL Christmas, 2001)
- Jump5 (2002)
- Hilary Duff ( Santa Clause Lane , 2002)
- Chicago ( What's It Gonna Be, Santa? , 2003)
- Art Paul Schlosser (2003)
- Clay Aiken (2004)
- JoJo (versione live alla Casa Bianca del 2005)
- KT Tunstall (2007)
- The Wiggles (2011)
- Fun. (2012)
- Pentatonix (2015)
- CT-Bandland (2020)
- Mariah Carey (2020)

## Classifiche
Versione delle Ronettes
| Classifica (2020-23) | Posizione massima |
| -------------------- | ----------------- |
| Australia            | 9                 |
| Canada               | 16                |
| Italia               | 79                |
| Nuova Zelanda        | 14                |
| Regno Unito          | 22                |
| Stati Uniti          | 10                |
| Svizzera             | 19                |